# Mamonas Assassinas
I Mamonas Assassinas sono stati un gruppo musicale pop rock brasiliano formatosi a Guarulhos nel 1995, sulle ceneri della vecchia formazione degli Utopia.

## Storia del gruppo
La carriera del gruppo durò poco più di sette mesi, dal 23 giugno 1995 al 2 marzo 1996, quando un incidente aereo stroncò la vita di tutti quanti i componenti. Nella sciagura perì anche Isaac Souto, cugino del frontman Dinho.
Ancora oggi i Mamonas Assassinas vengono ricordati dal loro paese con profonda commozione e continuano a influenzare la scena musicale brasiliana.

## Formazione
- Dinho (Alecsander Alves) – voce, chitarra classica
- Alberto "Bento" Hinoto – chitarre
- Samuel Reoli (Samuel Reis de Oliveira) – basso
- Sérgio Reoli (Sérgio Reis de Oliveira) – batteria
- Júlio Rasec (Júlio César) – tastiere

## Discografia

### Album in studio
- 1992 – Utopia (LP) (con la vecchia formazione)
- 1992 – A fórmula do fenômeno[5]
- 1995 – Mamonas Assassinas

### Raccolte
- 1998 – Atenção, Creuzebek: a baixaria continua!
- 2009 – One: Mamonas Assassinas - 16 Hits
- 2011 – Pelados em Santos

### Album dal vivo
- 2002 – Arquivo familiar[6]
- 2006 – Mamonas - Ao vivo

### Singoli
- 1995 – Pelados em Santos
- 1995 – Vira-Vira
- 1995 – Robocop Gay[7]
- 1995 – Mundo animal
- 1996 – 1406
- 1998 – Desnudos en Cancún[8]
- 1998 – Chopis Centis/Joelho
- 1998 – Onon Onon
- 2018 – Vai aê! (con Ruy Brissac)